# Benno
Benno ist ein männlicher Vorname.

## Herkunft und Bedeutung des Namens
Benno ist ebenso wie Bernd eine verselbständigte Kurzform von Namen, die mit Bern… beginnen (z. B. Bernhard) und bedeutet „stark“ und „mutig“ entstanden aus dem Wort „Bär“. Ursprüngliche Namensform von Benno ebenso wie Bernhard ist der altdeutsche Name Berno.
Außerdem wird der Name als Kurzform von „Benjamin“ und „Benedikt“ gebraucht.

## Namenstag
- 16. Juni (heiliger Benno von Meißen)

## Namensträger

### Historische Zeit
- Benno von Meißen (um 1010–1106), Bischof von Meißen, Heiliger
- Benno II. von Osnabrück (um 1020–1088), Bischof von Osnabrück
- Bruno (Kardinal) († 1092 oder kurz danach), Kardinal
- Benno Friedrich Brand von Lindau (1571–1625), Mitglied der Fruchtbringenden Gesellschaft

### Vorname
- Benno von Achenbach (1861–1936), deutscher Fahrsportler
- Benno Adam (1812–1892), deutscher Maler
- Benno Adolph (1912–1967), deutscher Mediziner
- Benno Ammann (1904–1986), Schweizer Dirigent und Komponist
- Benno Arnold (1876–1944), deutscher Textilindustrieller
- Benno Artmann (1933–2010), deutscher Mathematiker
- Benno Baginsky (1848–1919), deutscher HNO-Arzt und Publizist
- Benno Basso (1936–2022), deutscher Unternehmer und Politiker
- Benno Becker (1860–1938), deutscher Maler
- Benno Beiroth (* 1942), deutscher Fußballspieler
- Benno Berneis (1883–1916), deutscher Maler
- Benno Besson (1922–2006), Schweizer Schauspieler und Regisseur
- Benno Brausewetter (1869–1965), österreichischer Industrieller und Zivilingenieur
- Benno Brückner (1824–1905), deutscher Theologe
- Benno Budar (1946–2023), sorbischer Schriftsteller, Übersetzer und Redakteur
- Benno Chajes (1880–1938), deutscher Mediziner und Hochschullehrer
- Benno Credé (1847–1929), deutscher Chirurg
- Benno Danner (1857–1917), deutscher Unternehmer und Stifter
- Benno Diederich (1870–1947), deutscher Lehrer, Philologe, Autor und Biograph
- Benno Elkan (1877–1960), deutscher Bildhauer
- Benno Fürmann (* 1972), deutscher Schauspieler
- Benno Hoffmann (1919–2005), deutscher Tänzer und Schauspieler
- Benno Hurt (* 1941), deutscher Schriftsteller, Fotograf und Jurist
- Benno Kusche (1916–2010), deutscher Sänger (Bariton)
- Benno Landsberger (1890–1968), deutsch-US-amerikanischer Assyriologe und Hochschullehrer
- Benno Max Leser-Lasario (vor 1890–nach 1920), österreichischer Sänger und Atemlehrer
- Benno Meyer-Wehlack (1928–2014), deutscher Schriftsteller und Drehbuchautor
- Benno Möhlmann (* 1954), deutscher Fußballspieler und -trainer
- Benno Moiseiwitsch (1890–1963), russischer Pianist
- Benno Mugdan (1851–1928), deutscher Jurist
- Benno Ohnesorg (1940–1967), deutscher Student und Polizeiopfer
- Benno Orenstein (1851–1926), deutscher Eisenbahn-Industrieller
- Benno Parthier (1932–2019), deutscher Biologe
- Benno Pludra (1925–2014), deutscher Schriftsteller
- Benno von Rittberg (1802–1876), deutscher Land- und Regierungsrat in Preußen
- Benno Schmoldt (1920–2006), deutscher Pädagoge
- Benno Sterzenbach (1916–1985), deutscher Schauspieler
- Benno von Wiese (1903–1987), deutscher Germanist

### Familienname
- Johann Ernst Benno (1777–1848; eigentlich Johann Ernst Benike), deutscher Schriftsteller

### Künstlername
- Benno!, deutscher Rapper
- H. von Benno war der Künstlername des Schriftstellers Hans Nikolaus von Bernstorff (1856–1914)